# 幣立神社
幣立神社（へいたてじんじゃ）、幣立神宮（へいたてじんぐう）は、熊本県上益城郡山都町大野に鎮座する神社。日の宮（ひのみや）ともいう。旧社格は郷社。

## 由緒
社伝によれば、神武天皇の孫である健磐龍命が、阿蘇に下向した際この地で休憩し、眺めがとても良い場所であると、幣帛を立て天神地祇を祀ったという。
その後、延喜年間（901年 - 923年）、阿蘇大宮司友成が神殿を造営し伊勢両宮を祀り幣立社と号した。天養元年（1144年）には、阿蘇大宮司友孝が阿蘇十二神を合祀し大野郷の総鎮守とした。
現在の社殿は、享保14年（1729年）、細川宣紀により改修されたもの。明治6年（1873年）郷社に列した。
明治37年（1904年）2月、日露戦争開戦に当たり日本全国の8ヶ所の神社に戦勝祈願せよとの神示が宮中に降ったとされ、その中に当神社が含まれていたという。当時無名だった当神社以外の7つの神社はいずれも各地の有名な一の宮であったことから、これに感激した氏子がこの記念として、この時記念樹として植えた「日露の大役・記念の真木」という木が境内にある。
なお、天孫降臨の伝承を持つ高千穂にも近く、他にも様々な神話や伝承などが伝わっており、超古代史研究家や一部の宗教家から注目されている。

## 祭神
- 神漏岐命
- 神漏美命
- 天御中主神
- 天照大神
- 阿蘇十二神

## 例祭日
- 五色神祭 - 8月23日
- 例大祭 - 9月15日

## 御神木
- 万世一系の天神木 - 社殿横。ヒノキ。
- 五百枝杉 - 参道沿い。スギ。

## 交通アクセス
- 熊本桜町バスターミナルより熊本バス[M3-2]通潤山荘ゆきに乗車し「浜町」下車、そこから山都町コミュニティバス馬見原ゆきに乗り換え「幣立宮前」下車すぐ
- 熊本桜町バスターミナルより九州産交バスたかちほ号に乗車し「馬見原中鶴」下車、徒歩30分(2.4㎞)。
- 九州中央自動車道山都通潤橋インターチェンジから16㎞。

## 関連事項
- 阿蘇ジオパーク
- 高天原